# SM U-89 (1916)
SM U-89 – niemiecki okręt podwodny typu U-87 zbudowany w Kaiserliche Werft Danzig w Gdańsku w latach 1915-1917. Wodowany 6 października 1916 roku, wszedł do służby w Cesarskiej Marynarce Wojennej 21 czerwca 1917 roku. 6 września 1917 roku został przydzielony do III Flotylli pod dowództwem kapitana Augusta Mildenbergera. U-89 w czasie trzech patroli zatopił 4 statki nieprzyjaciela o łącznej wyporności 8 496 BRT oraz jeden uszkodził. 
W czasie pierwszego patrolu na Atlantyku, na północny zachód od przylądku Ortegal, 2 października 1917 roku, U-89 zatopił portugalski parowiec „Trafalia” o wyporności 1 744 BRT, który płynął z Oporto do Bordeaux z ładunkiem różnych towarów. 
21 grudnia 1917 roku około 5 mil na południowy zachód od wyspy Île d'Yeu, U-89 zatopił portugalski parowiec „Boa Vista”, który płynął z Bordeaux do Cardiff z ładunkiem stempli górniczych. W wyniku ataku zginęło dwóch członków załogi.
12 lutego 1918 roku U-89 został staranowany przez HMS Roxburgh w kanale Północnym. Cała załoga U-89 zginęła.